# ウマのハナムケ
『ウマのハナムケ』とは、ウマハナ厩舎による日本のエッセイ漫画作品である。日本中央競馬会 (JRA) の機関広報誌として発行されている競馬情報誌『優駿』にて、2014年4月号まで連載していた。
2014年5月号からは『うましか! 』とタイトルを変更して連載を継続している。この時、これまでは特定の舞台というものが存在していなかったが、奈良県を舞台とした作品に変更され、ハナミチがレギュラーに昇格した代わりに、コバちゃんとアフロはレギュラーの座から降りている。
2016年5月号からは『うまカモ! 』とタイトルを変更し、舞台を奈良県から京都府に移した。同時にハナムケ兄弟もお引越しをし、公式Twitterのプロフィールを「WINS京都の近所に弟と在住」に変更している。

## 概要
『優駿』2003年3月号から連載が開始された。毎回1つのテーマに沿って競馬に関する事象・歴史を紐解く内容となっている。主人公であるハナムケ君は制作スタッフがモデルとされる。巻末近く（読者ページの「ゆうしゅんタイムズ」の後）に掲載されることがほとんどだが、『優駿』が2005年に大幅リニューアルされた際に雑誌の真ん中あたりのページに掲載された時期がある。

## 登場人物
ウマのハナムケ当時は、以下の3人はほぼ毎回登場していた（ただし連載開始当初はこの限りではない）。3人は競馬仲間という設定である。ほかにもテーマに沿った歴代の名馬、競馬界の偉人（ときには直接競馬とは関係がない人物も）が登場する。タイトル改題・奈良県移転後はハナムケ君だけが毎回登場している。
ハナムケ君
本作の主人公。馬券の腕はさっぱりであり、無理に大穴を狙い失敗する場合が多い。しかしまれに的中する場合もある（2008年有馬記念の日の尾張ステークスなど）。いい話をしているときでも平気で場の空気を壊す発言が多い。連載当初と現在ではキャラクターの造形が大きく違っており、当初は目が青く欧米人の青年風だった（目が青いのは後述する2人も同じだったが、最近は目を点で表してる）。また、ハナミチ君というイケメンの弟がいる。奈良県に引っ越した後はハナミチ君と同居し、ハナムケ君は「タイガー」と言うスーパーマーケットで勤務している。
コバちゃん
初登場は第5話。3人のなかで唯一の女性で一番馬券の的中率が高く、ほかの2人からは陰で「アマゾン（由来は男勝りの名牝ヒシアマゾン）」と呼ばれている。幼少の頃から馬券センスの片鱗を見せていて、1984年の日本ダービーでは人気薄のスズマッハ（2着）を言い当てている。時折空気を読まないハナムケ君の言動には少々呆れている。名前の由来は「古馬（コバ）のような風格がある」ことから。
アフロ
初登場は第8話。その名の通り、アフロ頭がトレードマーク。馬券の腕はハナムケ君より少々いい程度。作中ではハナムケ君の言動にツッコむことが多い。川柳も自作することがある。

## レーシングプログラムでの連載
競馬場などで配布されるレーシングプログラムにも『ハナムケ君のG1スクラップブック』のタイトルでG1レース開催週に不定期で連載されていた（ただし、コバちゃんとアフロはほとんど登場しない）。2009年よりタイトルを『ハナムケ君の優雅な週末』と改め、G1レース開催日に不定期連載される形式に変更された。JRAホームページ上でバックナンバーが公開されている。

## その他
- 2011年に公式のTwitterが開設された[2]。ただし、登場人物はハナムケ君だけである。
- 他紙にも登場したことがあり、2011年に宝島社より発行された「競馬名馬読本DX」の巻末に掲載の漫画「名馬の条件」にもハナムケ君がバーのマスター役で登場している。同誌2078号、競馬激闘史「不滅の大記録」には「キロクのキオク」という漫画が掲載されている。
- ハナムケ君はJRAプレミアムの宣伝広告（CM等でも）にも登場している[3]。